# Den' pervyj
Den' pervyj (День первый) è un film del 1958 diretto da Fridrich Markovič Ėrmler.